# Levina Teerlinc

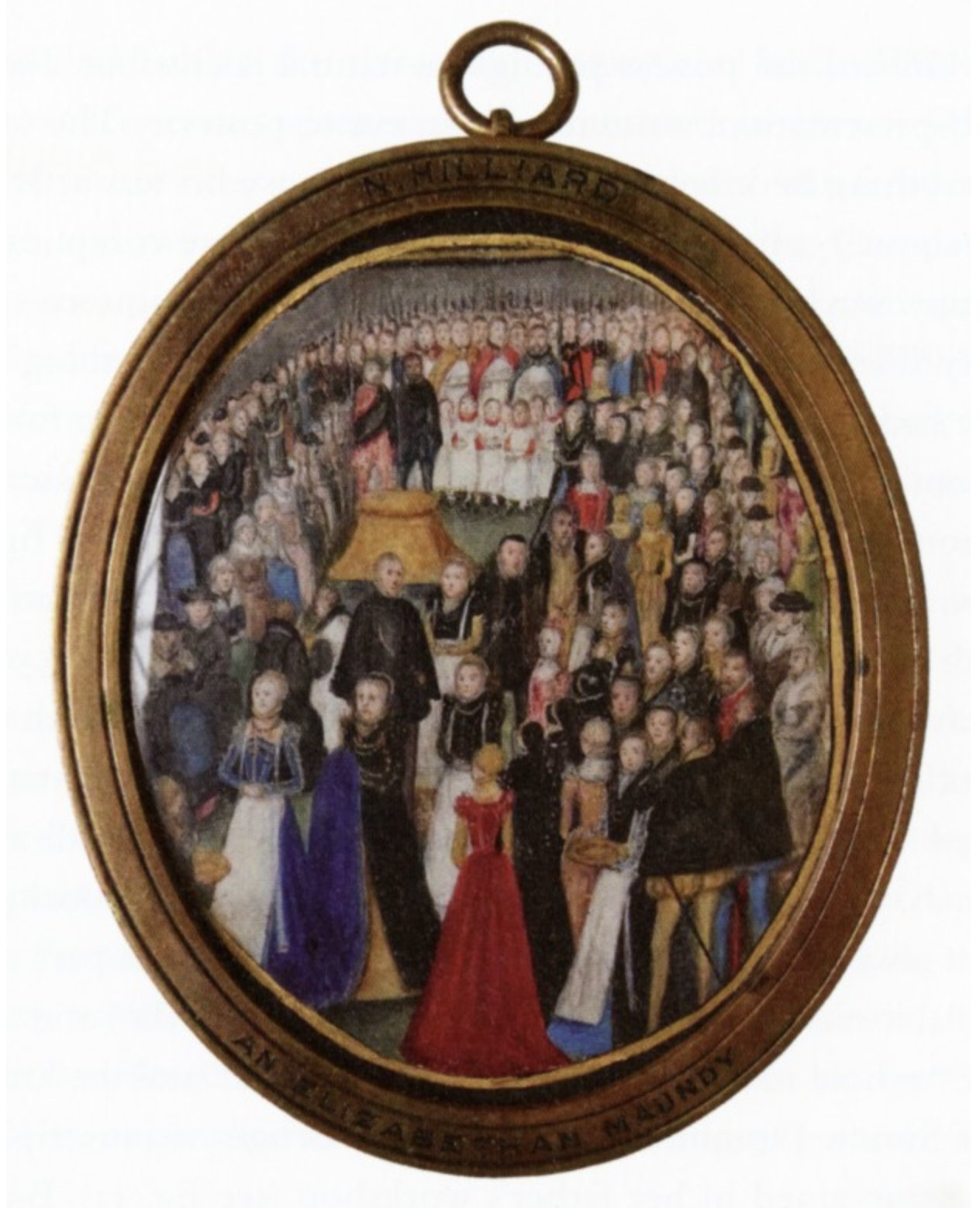
Koningin Elisabeth I van Engeland maakt zich op om de voeten van arme vrouwen te wassen voor het jaarlijkse hofritueel op Witte Donderdag. Miniatuur toegeschreven aan Levina Teerlinc, ca. 1560.

Levina Teerlinc (Brugge, ca. 1510 /1520 – Londen, 23 juni 1576) of Livina Bening was een Vlaamse miniaturiste, gespecialiseerd in portretminiaturen, die als hofschilder aan het Engelse hof van Hendrik VIII, Eduard VI, Maria I en Elizabeth I verbleef.

## Biografie
Levina Teerlinc werd tussen 1510 en 1520 in Brugge geboren als oudste dochter van Simon Bening (soms geschreven als Benninc of Benninck), de vermaarde illuminator van de Gent-Brugse school. Meer dan waarschijnlijk leidde Bening zelf zijn dochter op tot miniatuurschilder en werkte ze voor haar huwelijk in zijn atelier.
In 1545 verhuisde ze op uitnodiging van Hendrik VIII met haar echtgenoot, George Teerlinc uit Blankenberge, naar Engeland om een portret van de latere Koningin Elizabeth I te schilderen. Later trad Teerlinc in dienst als hofschilder, 'royal paintrix', waarschijnlijk omdat de vorige hofkunstenaars, Hans Holbein de Jongere en (de eveneens Vlaamse) Lucas Horenbout kort daarvoor waren overleden. Teerlincs jaarlijkse toelage voor deze betrekking was £ 40 – wat meer was dan wat Holbein (£ 30) of Horenbout (£ 33 en 6 shilling) per jaar ontvingen. Nadat Elizabeth I in 1558 koningin was geworden kreeg Teerlinc als enige kunstenaar de titel 'pictrix domine regina' (des koningins meesterschilderes') Later was ze hofdame in de koninklijke huishouding van Maria I en Elizabeth I.
Teerlinc wordt beschouwd als de stichter van de Engelse school van miniaturen op medaillon. Ze stond bekend onder de namen Levina Terling, painter en Livina, dochter van meester Simon uit Brugge.

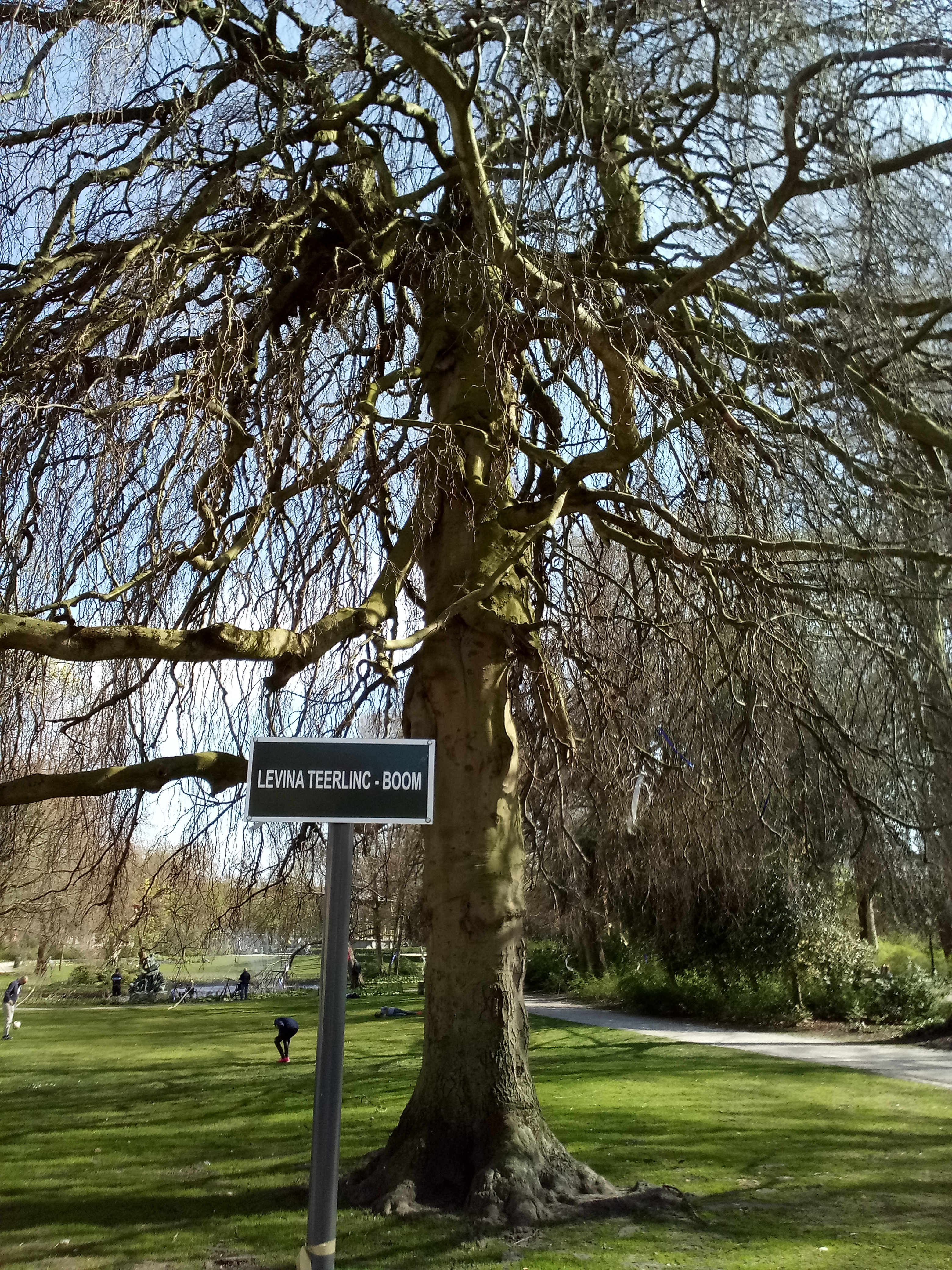
Levina Teerlinc-boom

Zij kreeg in het kader van "Meer vrouw op straat", een actie van de VRT, een Levina Teerlinc-boom naar haar genoemd in het Koningin Astridpark te Brugge.

## Schilderwerk
Naast miniaturen, maakte Teerlinc ook (kleine) schilderijen, lakstempels, oorkonden en waarschijnlijk ook borduurwerken. Er is weinig werk van haar bekend omdat zij haar werken niet signeerde. Daarnaast zijn de meeste van haar werken verloren gegaan.
Werken van Teerlinc:
- een Heilige Drievuldigheid (1556)
- portret van koningin Elizabeth I (1558)
- een grote kast met daarop portretten van Elizabeth I en andere hoogwaardigheidsbekleders (1561)
- Portrait of Lady Katherine Grey, omstreeks 1555–1560, Victoria and Albert Museum, Museum no. P.10-1979
- Portrait of a Young Woman, 1566, Victoria and Albert Museum, Museum no. P.21-1954

Toegeschreven aan Teerlinc:
- Portrait of Queen Mary I, Verzameling van de hertog van Buccleuch
- Portrait of a Young Woman, Verzameling van H.M. the Queen, Windsor Castle
- Portrait of Elizabeth I in State Robes, Verzameling van Welbeck Abbey

## Galerij

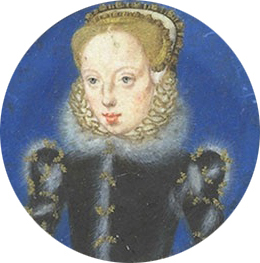
Miniatuurportret van Lady Catherine Grey, de jongere zus van Jane Grey (ca. 1555-1560)
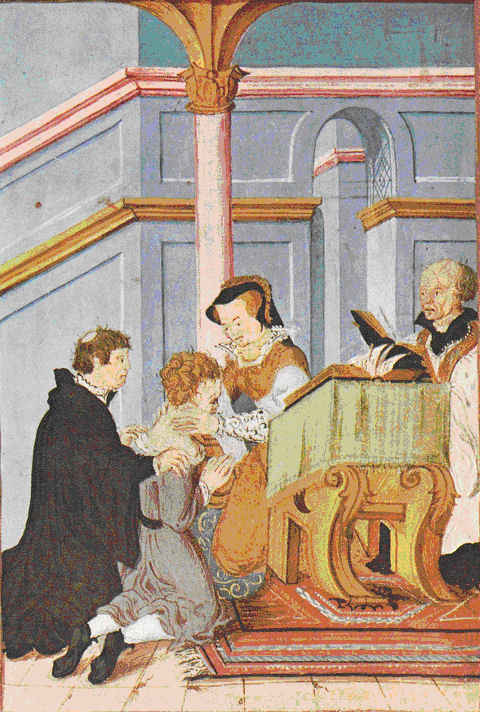
Handoplegging door Mary I om scrofulose te genezen (ca. 1558)
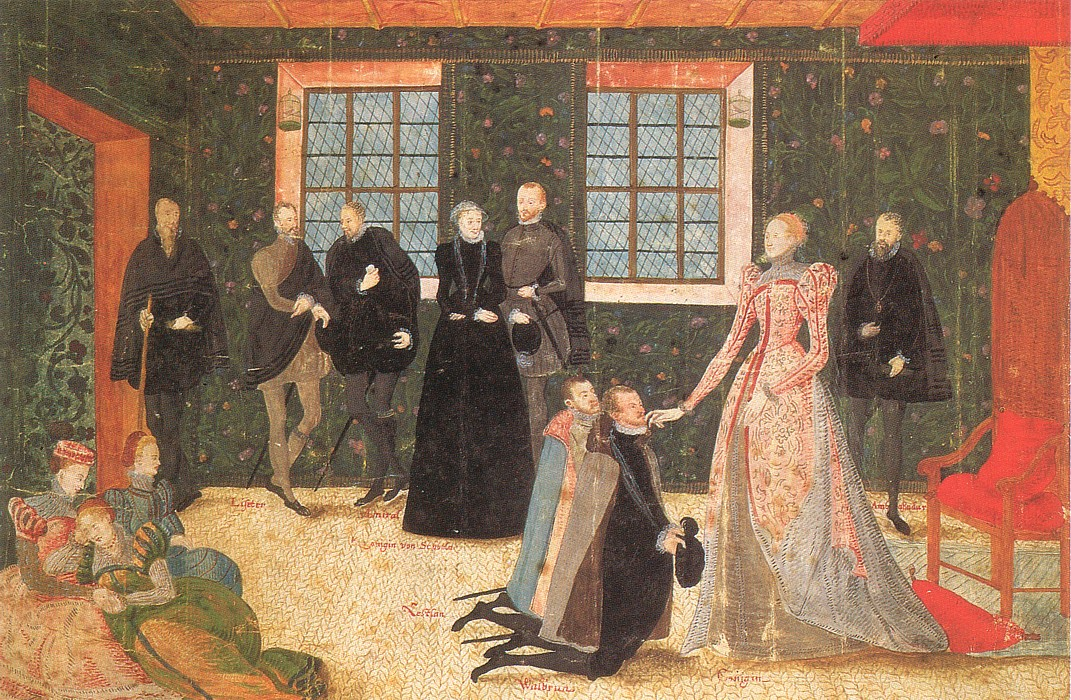
Koningin Elizabeth I ontvangt ambassadeurs (ca. 1560)
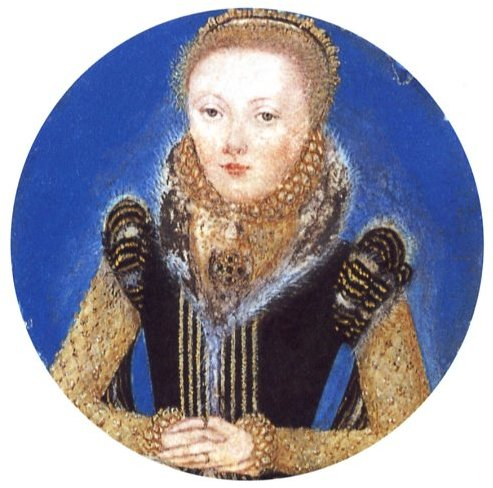
Miniatuurportret van Elizabeth I (ca. 1565)
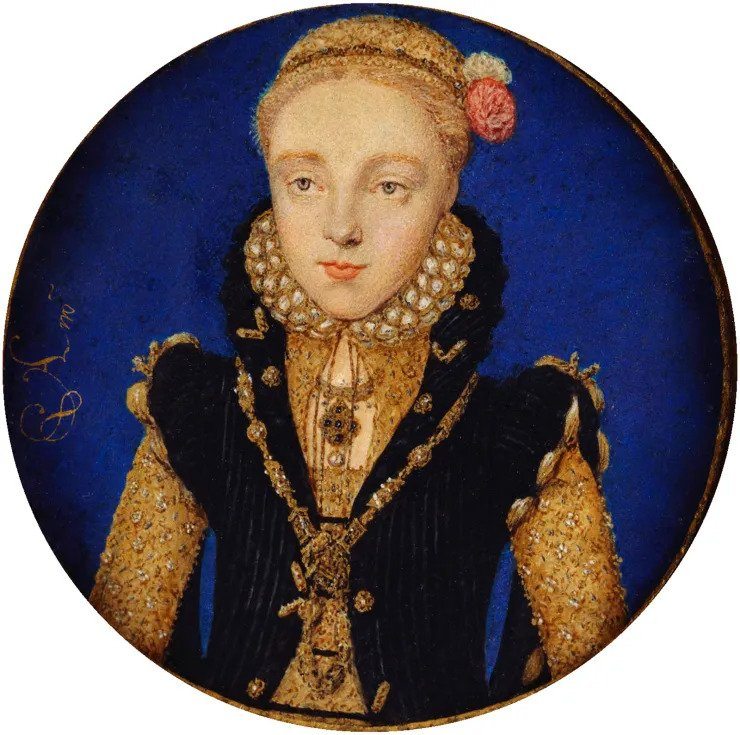
Miniatuurportret van Elizabeth I (ca. 1565)
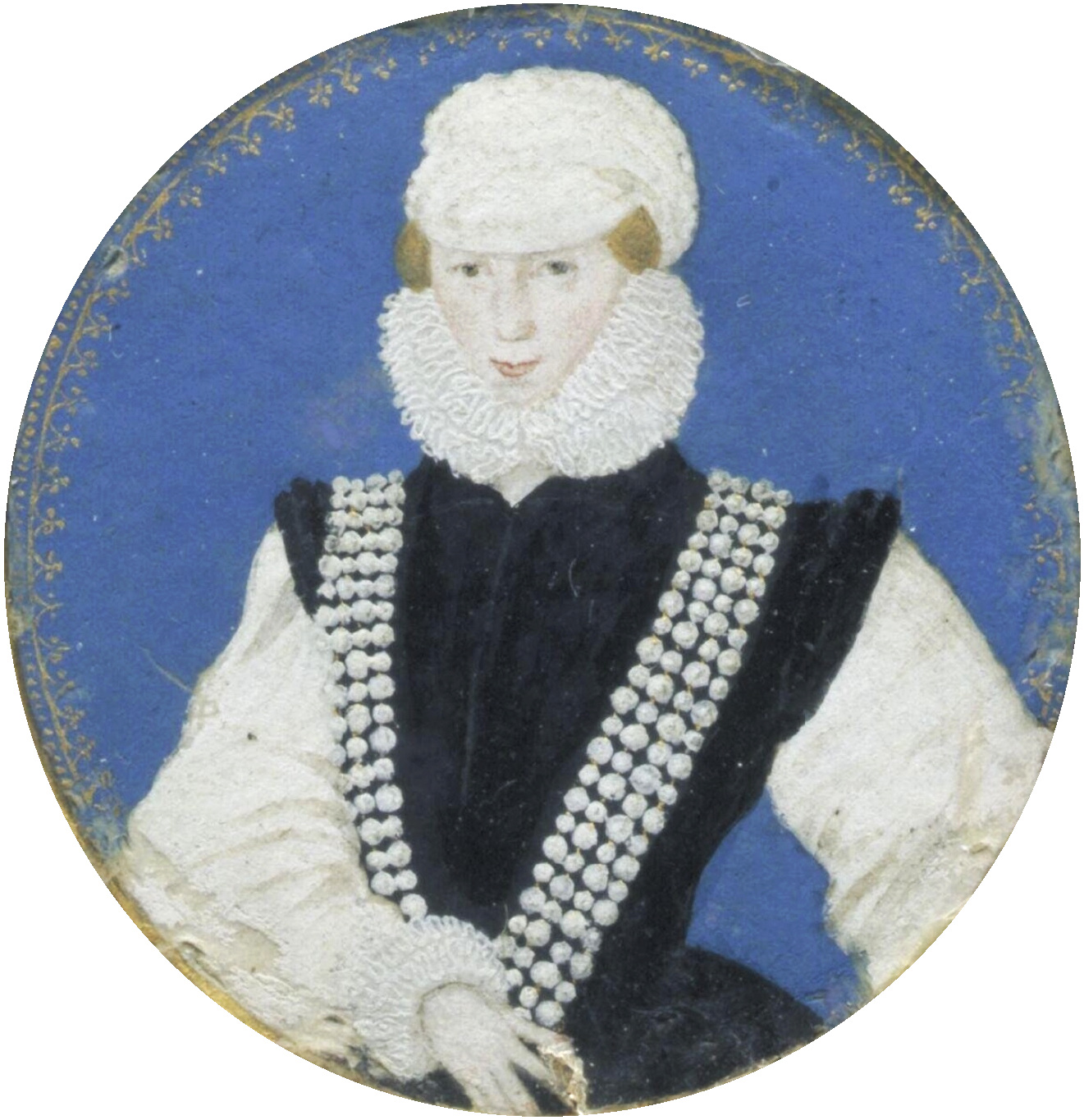
Miniatuurportret van Mary Dudley Lady Sidney, hofdame aan het hof van Elizabeth I en moeder van de schrijver Mary Sidney (ca. 1575)

## Voetnoten
1. ↑  Roy Strong: Artists of the Tudor Court: The Portrait Miniature Rediscovered, 1520-1620, Victoria & Albert Museum exhibition catalogue, 1983, ISBN 0905209346
2. ↑  Jitske Jasperse, Het vrouwelijk oog wil ook wat. Vrouwen als opdrachtgevers, verzamelaars en kunstenaars, Sterck & de Vreese (2021)

- Biografisch Portaal: 13271699
- Gemeinsame Normdatei: 123587972
- RKD-Nederlands Instituut voor Kunstgeschiedenis: 113107
- Union List of Artist Names: 500020833
- Virtual International Authority File: 265229544
- WorldCat: E39PCjrFtymM34WW7kdKfpbdjP